# Dysdera limnos
Dysdera limnos är en spindelart som beskrevs av Christa L. Deeleman-Reinhold 1988. Dysdera limnos ingår i släktet Dysdera och familjen ringögonspindlar.
Artens utbredningsområde är Grekland. Inga underarter finns listade i Catalogue of Life.